# The Artistry of Freddie Hubbard
The Artistry of Freddie Hubbard – piąty album studyjny amerykańskiego trębacza jazzowego Freddiego Hubbarda, wydany z numerem katalogowym A-27 i AS-27 w 1962 roku przez Impulse! Records.

## Powstanie
Materiał na płytę został zarejestrowany 2 lipca 1962 roku przez Rudy'ego Van Geldera w należącym do niego studiu (Van Gelder Studio) w Englewood Cliffs w stanie New Jersey. Produkcją płyty zajął się Bob Thiele.

## Lista utworów
Opracowano na podstawie materiału źródłowego{.
Wydanie LP
Strona A
| Nr | Tytuł utworu  | Muzyka                                   | Długość |
| -- | ------------- | ---------------------------------------- | ------- |
| 1. | „Caravan”     | Duke Ellington, Irving Mills, Juan Tizol | 7:28    |
| 2. | „Bob's Place” | Freddie Hubbard                          | 10:03   |
| 3. | „Happy Times” | Hubbard                                  | 4:29    |
|    |               |                                          | 22:00   |

Strona B
| Nr | Tytuł utworu  | Muzyka                                        | Długość |
| -- | ------------- | --------------------------------------------- | ------- |
| 1. | „Summertime”  | George Gershwin, Ira Gershwin, DuBose Heyward | 10:06   |
| 2. | „The 7th Day” | Hubbard                                       | 10:34   |
|    |               |                                               | 20:40   |

## Twórcy
Opracowano na podstawie materiału źródłowego.
Muzycy:
- Freddie Hubbard – trąbka
- Curtis Fuller — puzon
- John Gilmore – saksofon tenorowy
- Tommy Flanagan — fortepian
- Art Davis — kontrabas
- Louis Hayes – perkusja

Produkcja:
- Bob Thiele – produkcja muzyczna
- Rudy Van Gelder – inżynieria dźwięku
- Burt Goldblatt – fotografia na okładce
- Dan Morgenstern – liner notes